# Festivalul Unional de Film
Festivalul Unional de Film (denumirea originală: în rusă Всесоюзный кинофестиваль, transliterat: Vsesoiuznîi kinofestival), cunoscut de asemenea ca VKF (ВКФ), a fost unul din cele mai importante festivaluri de film din Uniunea Sovietică. A fost fondat în anul 1958, fiind ținut regulat între anii 1964-1988. La început s-a ținut anual (1958-1960), apoi bianual (1964-1972), iar începând din 1972 din nou anual până în 1988. Data și locul erau stabilite de Goskino (Госкино, Comitetul de Stat pentru Cinematografie) și de Uniunea Compozitorilor Sovietici (Союз композиторов СССР).
Premii s-au acordat pentru regizori, scenariști, actori, directori de imagine și ingineri de sunet la următoarele categorii:
- filme artistice
- filme documentare
- filme pentru copii și tineret (din 1977)
- filme de animație (din 1977)

## Locuri
- 1958 – Moscova
- 1959 – Kiev
- 1960 – Minsk

Festivaluri ținute regulat:
- I. 1964 - Leningrad
- II. 1966 - Kiev
- III. 1968 - Leningrad
- IV. 1970 - Minsk
- V. 1972 - Tbilisi
- VI. 1973 - Alma-Ata
- VII. 1974 - Baku
- VIII. 1975 - Chișinău
- IX. 1976 - Frunze
- X. 1977 - Riga
- XI. 1978 - Erevan
- XII. 1979 - Așgabat
- XIII. 1980 - Dușanbe
- XIV. 1981 - Vilnius
- XV. 1982 - Tallinn
- XVI. 1983 - Leningrad
- XVII. 1984 - Kiev
- XVIII. 1985 - Minsk
- XIX. 1986 - Alma-Ata
- XX. 1987 - Tbilisi
- XXI. 1988 - Baku

## Legături externe
- ru  Lista premiaților